# Северный Кордофан
Се́верный Кордофа́н (араб. شمال كردفان‎; транслит: Shamal Kurdufan, англ. North Kordofan) — одна из 18 провинций (вилаятов) Судана.
- Территория 221 900 км².
- Население 2 920 992 человек (на 2008 год).

Административный центр — город Эль-Обейд.

## История
В 2005 году в соответствии с Найвашским соглашением в состав региона вошли северные округа упразднённого вилаята Западный Кордофан — Эн-Нухуд (англ. En Nuhud) и Гебейш (англ. Ghebeish).
В июле 2013 года провинция Западный Кордофан была восстановлена.

## Административно-территориальное деление

Административное-территориальное деление провинции (вилаята) в границах без северных округов провинции Западный Кордофан.

Провинция делится на 7 округов (дистриктов):
- Бара (англ. Bara);
- Джебрат-аль-Шейх (англ. Jebrat al Sheikh);
- Саудари (англ. Sowdari);
- Ум-Раваба (англ. Um Rawaba);
- Гебейш (англ. Ghebeish);
- Шейкан (англ. Sheikan);
- Эн-Нухуд (англ. En Nuhud).